# Bogdan Borusewicz
Bogdan Michał Borusewicz, (phát âm tiếng Ba Lan: [ˈbɔɡdan ˈmʲixaw bɔruˈsɛvʲitʂ]; sinh 11 tháng 1 năm 1949) là Chủ tịch Thượng viện Ba Lan từ 20 tháng 10 năm 2005 đến 11 tháng 11 năm 2015.